# JR 센트럴 타워스
JR 센트럴 타워스(일본어: JRセントラルタワーズ)는 일본 아이치현 나고야시 나카무라구의 JR 나고야 역에 위치한 복합 시설이다.

## 갤러리

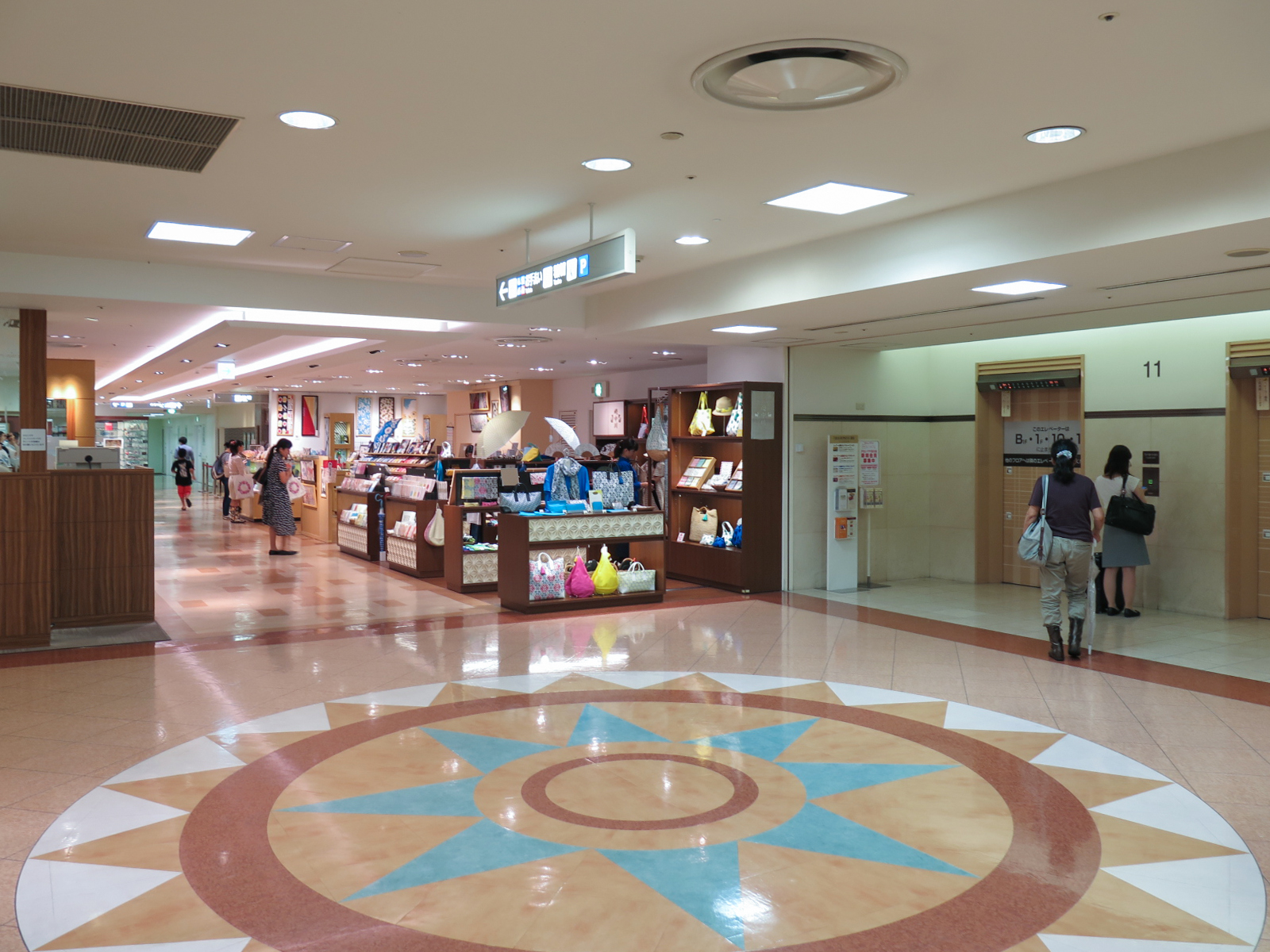
JR 나고야 타카시마야
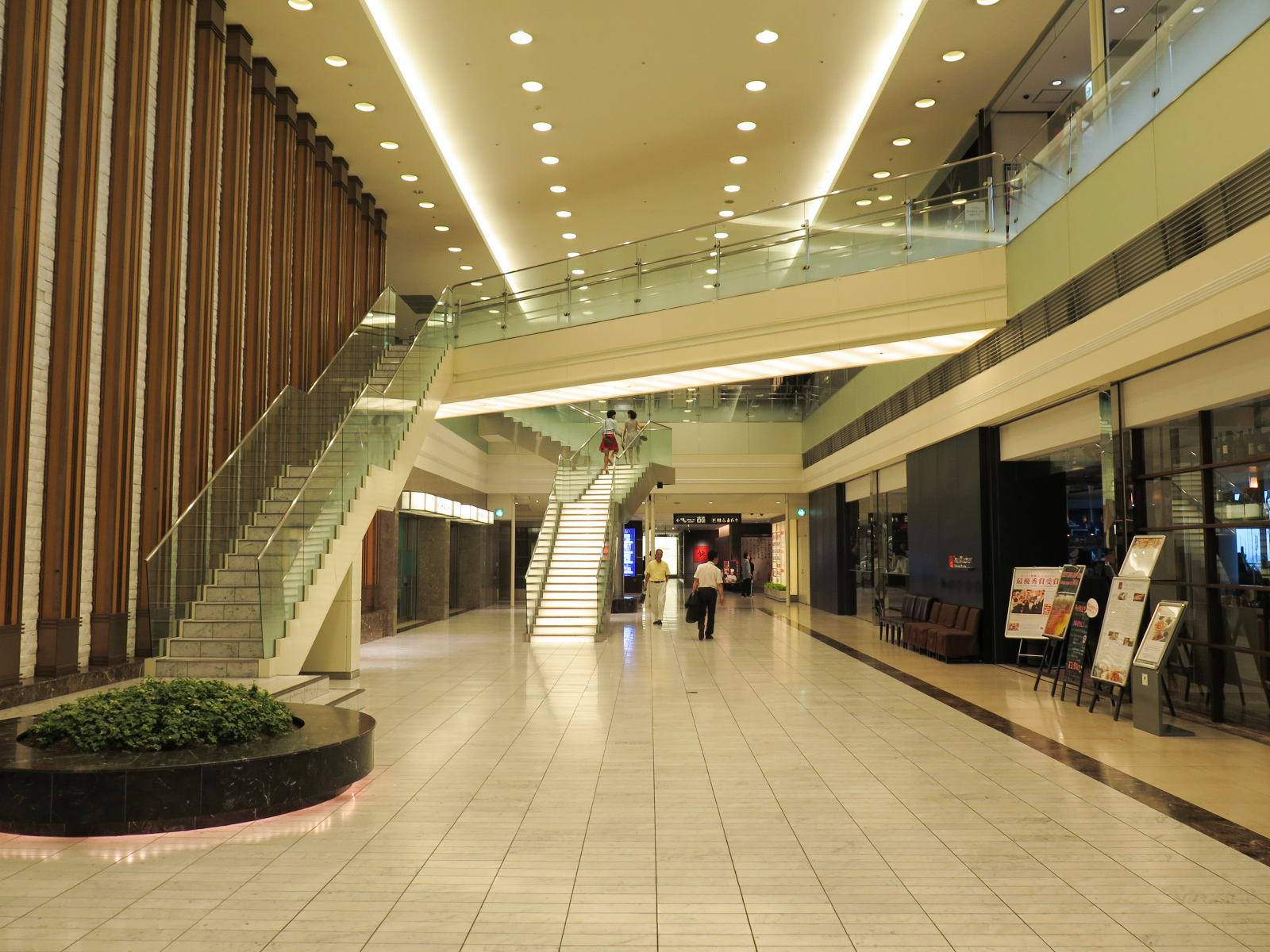
12 / F-13 / F에 있는 레스토랑
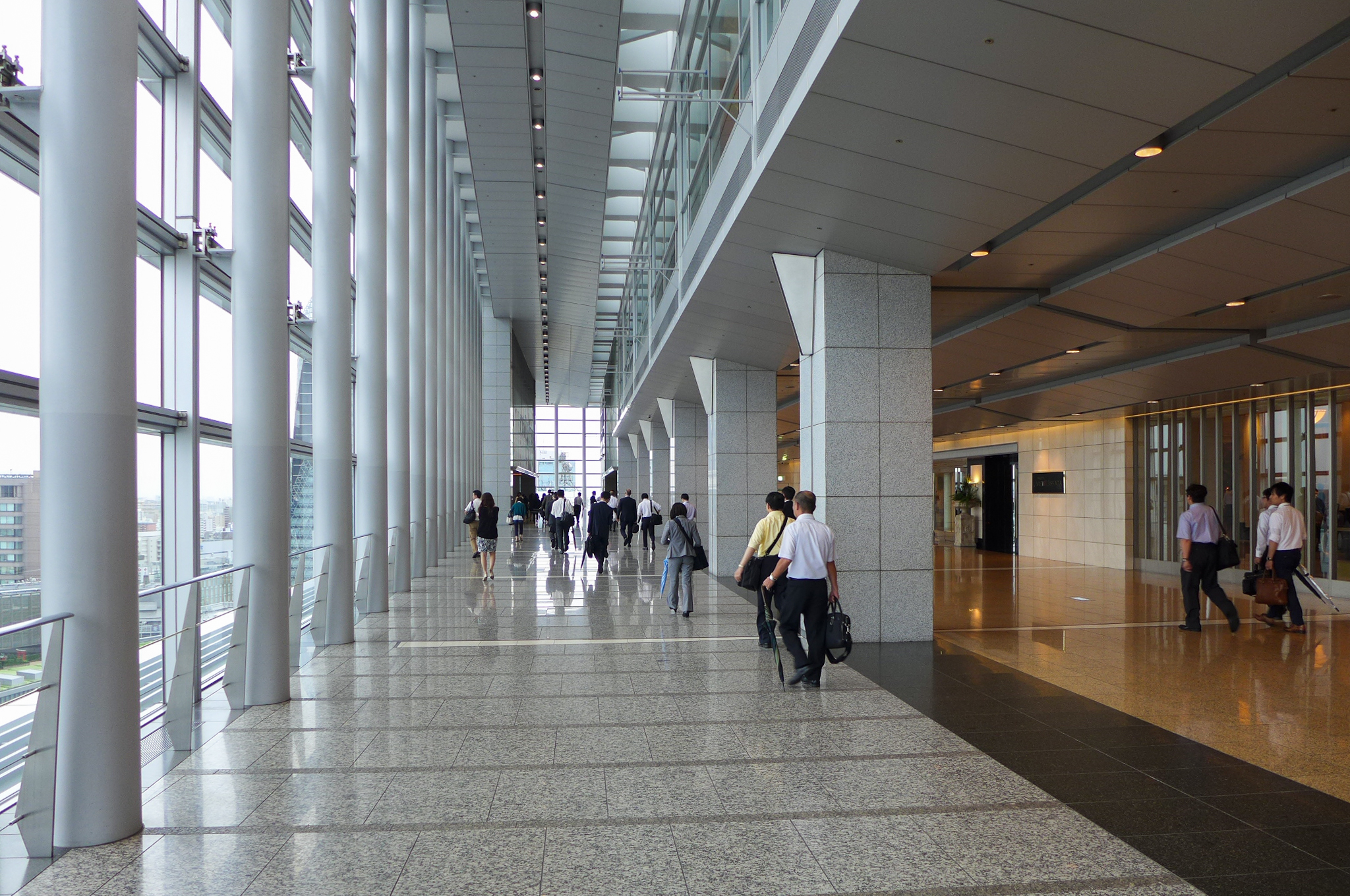
스카이 스트리트 15 / F
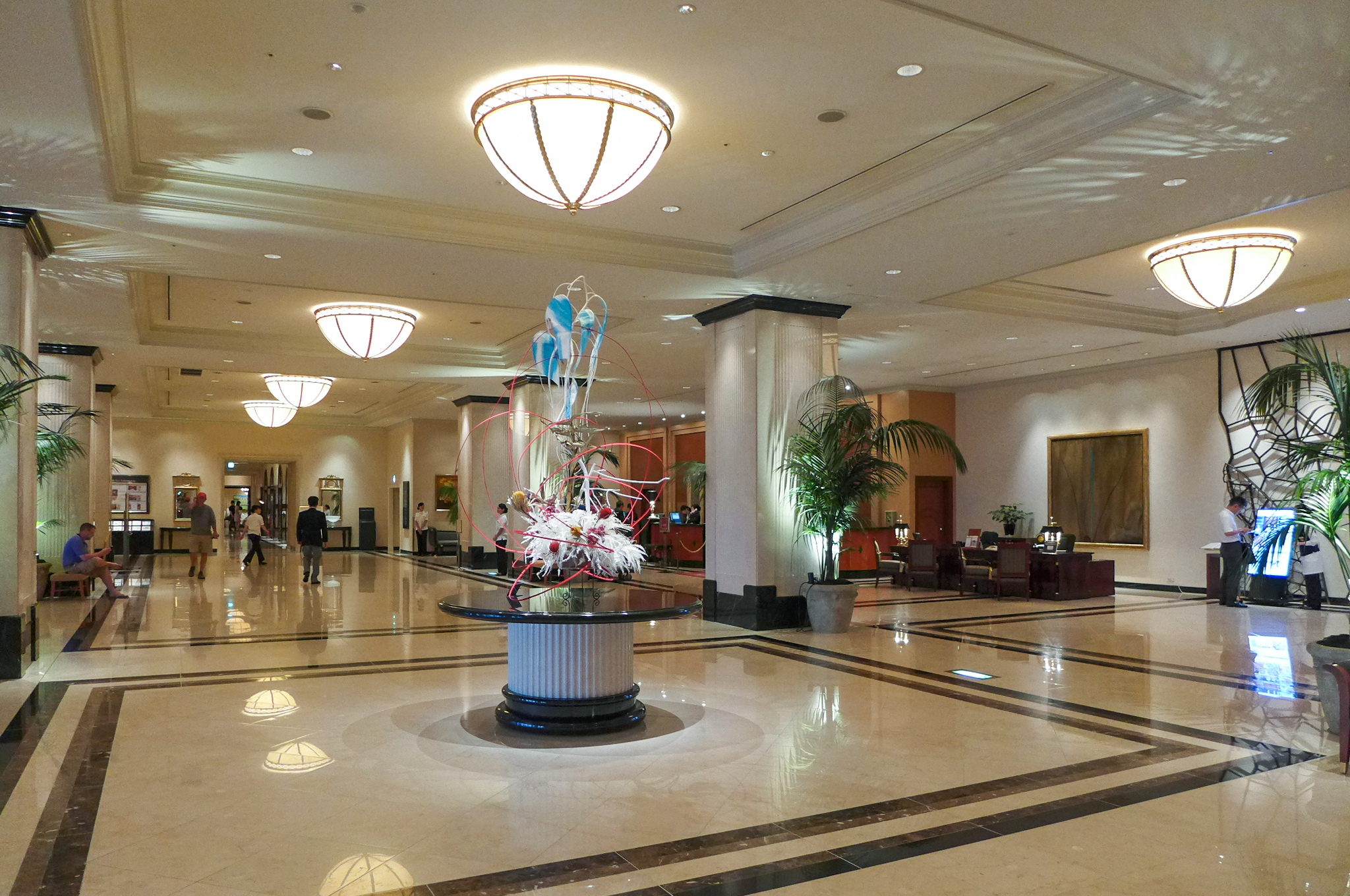
메리어트 아소시아 호텔 로비

## 같이 보기
- 일본의 마천루 목록
- 나고야시의 마천루 목록